# Aristau
Aristau (schweizertyska: Arischtau) är en ort och kommun i distriktet Muri i kantonen Aargau, Schweiz. Kommunen har 1 646 invånare (2023).
I kommunen finns byarna Althäusern (418 m ö.h.) i norr, Aristau (401 m ö.h.) i mitten och Birri (388 m ö.h.) i söder.